# Ларссон, Гуннар (лыжник)
Гуннар Ларссон (швед. Gunnar Larsson; 1 июля 1944 года, Дала-Йерна) — шведский лыжник, призёр Олимпийских игр в Гренобле. Отец известного лыжника Матса Ларссона.  

## Карьера
На Олимпийских играх 1968 года в Гренобле, завоевал серебро в эстафете и бронзу в гонке на 15 км, а также занял 8-е место в гонке на 30 км и 6-е место в гонке на 50 км.
На Олимпийских играх 1972 года в Саппоро, был 8-м в гонке на 15 км, 4-м в гонке на 30 км, 20-м в гонке на 50 км и 4-м в эстафете.